# Ernest Medina

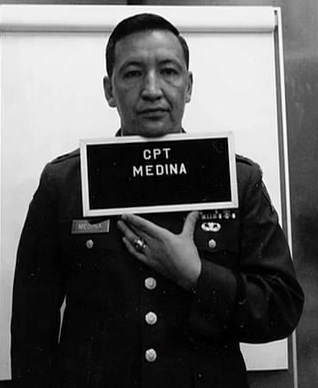
Ernest Medina (1969)

Ernest Lou Medina (* 27. August 1936 in Springer, New Mexico; † 8. Mai 2018) war ein  US-amerikanischer Offizier. Als Captain der United States Army während des Vietnamkriegs und Kompaniechef der C Company, 1st Battalion, 20th Infantry, 11th Brigade, 23 rd (Americal) Division befehligte er jene Einheit, die das Massaker von Mỹ Lai im Jahr 1968 ausführte. Soldaten dieser Einheit der US-Armee ermordeten bei diesem Massaker nahezu alle Einwohner eines vietnamesischen Dorfes, 504 Personen der Zivilbevölkerung.
Nach Untersuchungen durch General William R. Peers aus dem Jahr 1970 hatte Medina zu verantworten,
- dass er seinen Männer sagte, jeder im Dorf Son My könne Viet Cong oder Sympathisant sein,
- dass er die Ausführung einer unrechtmäßigen Operation seiner Kompanie plante, befehligte und überwachte, die gegen bewohnte Siedlungen in Son My gerichtet war, einschließlich des Zerstörens von Häusern durch Verbrennen, des Tötens von Vieh, der Vernichtung von Nahrungsmitteln und der Schließung von Brunnen; implizit auch das Töten aller aufgefundenen Personen,
- dass er selbst möglicherweise bis zu drei Zivilisten tötete
- und dass er die Weitergabe von Informationen zur Tötung von Zivilisten aktiv unterdrückte.

Captain Medina musste sich 1971 vor einem Kriegsgericht dafür verantworten, vorsätzlich seinen Männern erlaubt zu haben, Zivilisten in Mỹ Lai zu ermorden. Medinas Verteidigung, geführt von Francis Lee Bailey, behauptete, Medina sei erst klar geworden, dass seine Männer außer Kontrolle geraten seien, als es zu spät gewesen sei. Medina wurde freigesprochen, allerdings war seine Militärkarriere beendet.
Nachdem er aus der Armee ausgeschieden war, arbeitete Medina u. a. im Betrieb der Enstrom Helicopter Manufacturing Company in Menominee, Michigan, der seinem ehemaligen Verteidiger Francis Lee Bailey gehörte. Im Jahr 2004 war er Assistant Governor von Rotary International in Wisconsin und Michigan.
Lieutenant William Calley, der Zugführer, der in Medinas C-Kompanie während des Massakers diente und der angab, er habe Medinas Befehlen Folge geleistet, wurde mehrerer Verbrechen schuldig befunden. Calley wurde zunächst 1971 zu lebenslanger Haft verurteilt. Präsident Richard Nixon verfügte jedoch Haftentlassung und Hausarrest. Dieser dauerte 3½ Jahre, denn die Strafe wurde zweimal herabgesetzt und Calley kam 1974 frei.